# Colmenar Viejo (Gerichtsbezirk)
Der Gerichtsbezirk Colmenar Viejo ist einer der 21 Gerichtsbezirke in der autonomen Gemeinschaft Madrid.
Der Bezirk umfasst 11 Gemeinden auf einer Fläche von 693,86 km² mit dem Hauptquartier in Colmenar Viejo.

## Gemeinden
| Gemeinde                      | Einwohner (2024) | Fläche km² | Dichte Einw./km² | Cod INE | Postleitzahl |
| ----------------------------- | ---------------- | ---------- | ---------------- | ------- | ------------ |
| Becerril de la Sierra         | 6.573            | 30,35      | 217              | 28018   | 28490        |
| El Boalo                      | 8.547            | 39,59      | 216              | 28023   | 28413        |
| Colmenar Viejo                | 57.029           | 182,56     | 312              | 28045   | 28770        |
| Guadalix de la Sierra         | 6.904            | 61,05      | 113              | 28067   | 28794        |
| Hoyo de Manzanares            | 9.178            | 45,31      | 203              | 28072   | 28240, 28248 |
| Manzanares el Real            | 9.550            | 126,70     | 75               | 28082   | 28410        |
| Miraflores de la Sierra       | 7.139            | 56,66      | 126              | 28085   | 28792        |
| Moralzarzal                   | 14.586           | 42,56      | 343              | 28090   | 28411        |
| Navacerrada                   | 3.290            | 27,29      | 121              | 28093   | 28491        |
| Soto del Real                 | 9.441            | 43,21      | 218              | 28144   | 28791        |
| Tres Cantos                   | 52.932           | 37,93      | 1.396            | 28903   | 28760        |
| Gerichtsbezirk Colmenar Viejo | 185.169          | 693,86     | 267              | –       | –            |

Zum Gerichtsbezirk gehört noch das gemeindefreie Gebiete El Redegüelo mit einer Fläche von 0,65 km².